# Massacre de Batak
Le massacre de Batak fait référence au massacre de Bulgares dans la ville de Batak par des troupes irrégulières de l’Empire ottoman en 1876 au début de l’insurrection d’avril. Le nombre de victimes est estimé à 3 000 - 5 000, selon les sources.

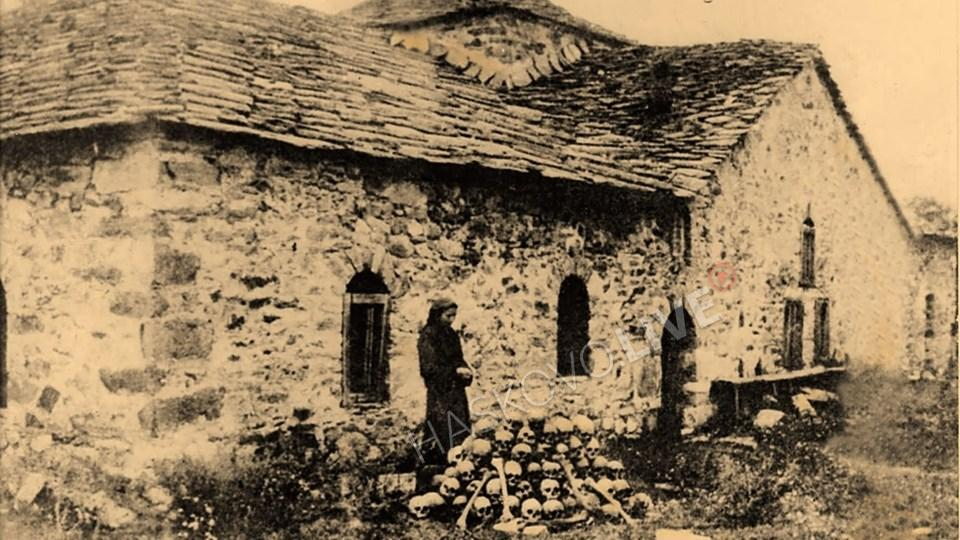
Vieille église de Batak

## Le massacre
Batak joua un rôle important pendant l’insurrection. La ville proclama son indépendance quelques semaines après le soulèvement. Pendant neuf jours, les autorités du Comité révolutionnaire la dirigèrent. Le pouvoir turc réagit : 8 000 Bachi-bouzouks, surtout des Pomaques (Bulgares musulmans) commandés par Ahmet Aga de Barutin (en), se dirigèrent vers Batak,,,,,,. À cette époque, les Pomaques faisaient partie du Milliyet musulman, le groupe privilégié de l’Empire ottoman, tandis que les chrétiens étaient des sujets de seconde zone. Après une première bataille, les hommes de Batak décidèrent de négocier avec Ahmed Aga. Celui-ci leur promit le retrait de ses troupes à la condition que les Batakis soient désarmés. Mais dès que les Batakis déposèrent les armes, les Bachi-Bouzouks attaquèrent la population sans défense. La plupart des victimes furent décapitées.
Selon la plupart des sources, 5 000 personnes furent massacrées à Batak même,. Selon le rapport d'Eugene Schuyler, publié dans le Daily News, le nombre total de victimes de l’Insurrection d’Avril s’élève à au moins 15 000 personnes exécutées en plus de 36 villages situés dans trois districts brulés. Selon Donald Quataert, environ 1 000 furent tués par des Bulgares chrétiens tandis que 3 700 chrétiens le furent par des Musulmans,. Un rapport britannique contemporain mentionne seulement 46 musulmans, des hommes, tués.
Schuyler décrit les choses qu’il a vu :

« ...De tous les côtés il y avait des os humains, des crânes, des côtes et même des squelettes complets, des têtes de jeunes filles encore ornées de tresse, des os d’enfants, des squelettes encore habillés. Ici il y avait une maison au sol encore blanc des cendres et des os calcinés d'une trentaine de personnes brûlées vives. Là se trouvait l’endroit où le notable du village, Trandafil, fut empalé, rôti, puis enterré. Il y avait aussi un fossé plein de corps en décomposition, un moulin rempli de cadavres enflés. L’école abrite les restes de 200 femmes et enfants y ayant trouvé refuge, ils ont brûlé. Dans l’enceinte de l’église et dans l’église elle-même, où on peut encore trouver une centaine d’éléments épars à moitié pourris, on distinguait, à travers des pierres déposées là pour les cacher, un tas de plusieurs pieds de haut fait de bras, de jambes et de têtes, empoisonnant l’atmosphère.
Depuis ma visite, par ordre de Mutessarif, le Kaimakam du Tatar Bazardjik fut envoyé à Batak, avec de la chaux prévue pour aider à la décomposition des cadavres et pour empêcher la pestilence.
Ahmed Aga, qui a commandé le massacre, fut décoré et promu au rang de Yuz-bashi... »

Un autre témoin des résultats du Massacre est un journaliste américain Januarius MacGahan (en) :

« Un morceau de plafond, un mur incomplet s’élevant, tout le reste en ruines... Nous avons encore regardé le tas de crânes et de squelettes face à nous pour nous apercevoir qu’ils étaient tous petits et que la facture des vêtements embarrassés dans ces os gisant là était faite pour les femmes. Ce n’était, par conséquent, que des femmes et des fillettes. De ma selle, je distinguais environ cent squelettes, sans compter ceux cachés sous les premiers dans un horrible tas. D’autres squelettes étaient dispersés un peu partout à travers les champs. La plupart des crânes étaient séparés du reste des os, les squelettes étaient presque tous sans tête. Ces femmes avaient toutes été décapitées... et la procédure avait été, semble-t-il, la suivante : ils auraient saisi une femme, l’auraient soigneusement dépouillée de sa chemise, auraient déposé au sol les vêtements les plus onéreux, ainsi que les bijoux qu’elle aurait pu porter. Puis tous ceux qui en avaient envie les avaient violées, et le dernier passé la tuait ou pas, selon son humeur… Nous avons jeté un œil dans l’église incendiée mais non détruite, à la charpente noircie. C’était un bâtiments peu élevé au toit bas, que supportaient de lourdes arches irrégulières. Il était à peine possible pour un homme de haute taille de s’y tenir. Ce qu’on vit là était trop horrible pour un rapide coup d’œil. Un nombre immense de cadavres avaient été partiellement brûlés là et les restes carbonisés semblaient à moitié remplir la pièce, jusqu’aux sombres arches basses, ce qui les rendait encore plus sombres et basses. Les restes gisaient dans un état de putréfaction tel qu’il était impossible de s’y attarder. Je n’aurais jamais pu imaginer quelque chose d’aussi horrible. Nous devînmes tous malades et titubâmes hors de l’église ravagée, contents de retrouver la rue de nouveau. Nous fîmes le tour de la place et vîmes le même spectacle se répétant encore et encore une centaine de fois. Des squelettes masculins avec des vêtements et de la chair, encore pendus et pourrissant de concert. des crânes de femmes à la chevelure traînant dans la poussière, des os d’enfants partout. On nous montra là une maison où 20 personnes avaient brûlé vives; là une autre dans laquelle une douzaine de fillettes avaient trouvé refuge et avaient été assassinées. C’était partout des horreurs cachant d’autres horreurs... »

Le commissaire du Royaume-Uni de Grande-Bretagne et d'Irlande, M. Baring décrit les évènements comme « le crime le plus odieux ayant terni l’histoire du siècle ». En octobre, M.. Baring eut à revenir sur les procédures de la commission turque. Six mois après la fermeture de la commission, la décision d’affirmer que le massacre de Batak est un crime n’avait pas été prise.

## Accusations de révisionnisme
En mai 2007, une conférence publique fut programmée en Bulgarie par Martina Baleva et par Ulf Brünnbauer dans le but d’évaluer la nature réelle des évènements appelés « massacre de Batak ». Les médias bulgares ont rapporté que les auteurs niaient le massacre. En fait les auteurs se contentaient de seulement citer, parmi d’autres sources, l’article « The Bulgarian Massacres Reconsidered » de l’historien américain Richard Milliman, qui établit que Eugene Schuyler n’a visité que onze des villages qu’il mentionne. Millman déclare aussi que la relation de ces massacres « tient surtout de la mythologie panslaviste ». C’est cela qui suscita une controverse, car le massacre de Batak est une pièce maîtresse de la relation en mode héroïque de la lutte des Bulgares pour l’émancipation, telle qu’elle est traditionnellement enseignée de la maternelle jusqu’à l'université. D’ailleurs le 3 avril 2011, les victimes du massacre furent canonisées, ce qui ne s’était pas produit depuis plus d’un siècle et la presse bulgare a qualifié l’article de Millman de « pro-turc ».